# Deutsche Reichszeitung

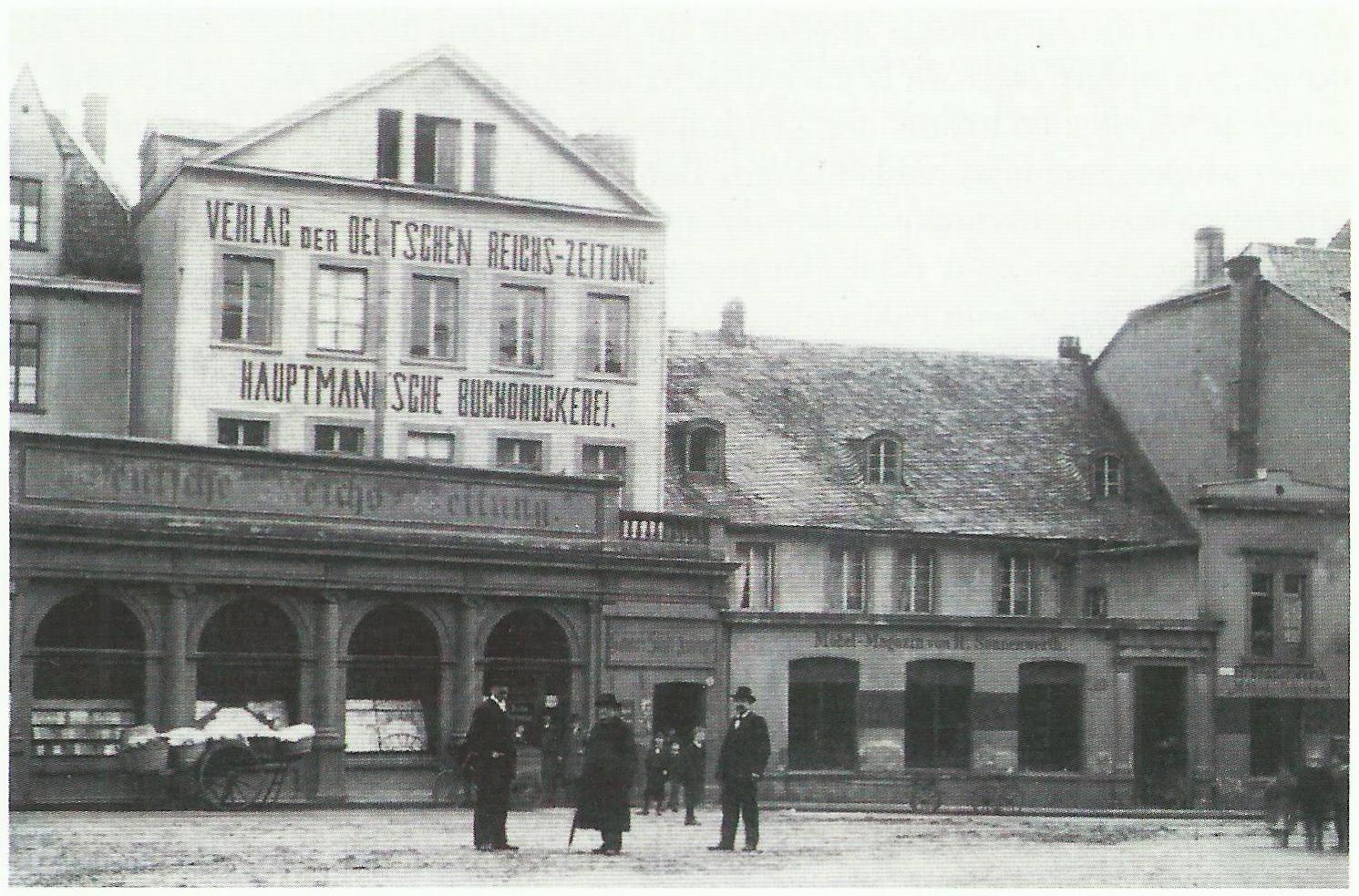
Verlagsgebäude der Deutschen Reichszeitung in Bonn, In der Sürst (um 1910)

Die Deutsche Reichszeitung war eine in Bonn verlegte Tageszeitung, die dem politischen Katholizismus nahestand. 

## Geschichte
Die Zeitung und die dazugehörige Druckerei wurden zum 1. Dezember 1871 – mit Unterstützung eines „Komitees zur Gründung eines katholischen Tageblattes“ – von dem Kaufmann und nachmaligen Verleger Peter Hauptmann (1825–1895) als katholische Gegengründung zur nationalliberal ausgerichteten Bonner Zeitung gegründet. Sie verkörperte als erste konfessionell gebundene Tageszeitung in Bonn und darüber hinaus einen neuen Typus. Die Druckerei wurde im vormaligen Wohnhaus des Professors Franz Xaver Dieringer (An der Sürst 5) eingerichtet, das Hauptmann erworben hatte. Ab 1888 wurde der Verlag von seinem Sohn Carl Hauptmann geführt. Die Zeitung war kirchenpolitisch während des Kulturkampfes ein strikt ultramontan ausgerichtetes Blatt, stand der Zentrumspartei nahe und unterstützte folglich publizistisch die Position der katholischen Kirche gegen den preußischen Staat. Die Namensgebung als Reichszeitung erfolgte aus Protest gegen den Vorwurf der Vaterlandslosigkeit. Aufgrund ihrer äußerst kompromisslosen Linie wurden allein in den ersten fünf Jahren ihres Bestehens 19 Prozesse wegen Pressvergehens gegen sie und die Redaktionsmitglieder geführt, die zahlreiche Gefängnisstrafen absitzen mussten. Die Anzahl der Abonnenten stieg von 2100 (davon 1000 in Bonn) im Jahre 1872 auf rund 7000 im Jahre 1880 an. Auch nach dem Ende des Kulturkampfes blieb sie ein einflussreiches Blatt des politischen Katholizismus, büßte aber zeitweise erheblich an überregionaler Bedeutung und Verbreitung ein. 1906 wurde sie mit dem Bonner Stadtanzeiger und der Bonner Volkszeitung vereinigt und zählte nunmehr 29.000 Abonnenten. Nach der Novemberrevolution unterstützte die Zeitung die Idee eines rheinischen Staates. Anfang 1919 wurde sie als offizielles Organ von der Zentrumspartei übernommen; nach 1921 wurde sie vom vormaligen Geschäftsführer des Hauptmann'schen Zeitungsverlags Johann Tinner (1867–1932) und ab dem 1. Oktober 1927 von Heinrich Köllen (* 1885), einem Zeitungsverleger aus Duisburg-Ruhrort, verlegt.

## Titel und Ausgaben
Sie erschien mit folgenden Titeln:
- Deutsche Reichszeitung
- Bonner Volkszeitung
- Beueler Stadtanzeiger
- Bonner Stadtanzeiger

### Erscheinungsverläufe
- Deutsche Reichszeitung. Anfangs: Deutsche Reichs-Zeitung (täglich, dann werktäglich; mit ungezählten Beilagen: Sonntagsblatt, illustrirtes Sonntagsblatt), Erscheinungsverlauf: Probenummer 1871, 17. Dezember; dann 1. Jahrgang 1872, Nr. 1 (1. Januar 1872) bis 63. Jahrgang 1934, Nr. 225 (29. September 1934). ZDB-ID 1122633-x

Zwischenzeitliche Titeländerung der Zeitung in:
- Bonner Volkszeitung.  (täglich), Erscheinungsverlauf: 1. Jahrgang 1882, Nr. 123 (3. August 1882) bis 25. Jahrgang 1906, Nr. 27 (22. Januar 1906). (Online) ZDB-ID 1314250-1

Fortgeführt wurde sie unter dem Zeitungstitel:
- Mittelrheinische Landes-Zeitung. (täglich, außer Sonn- und Feiertags), Erscheinungsverlauf: 63. Jahrgang 1934, Nr. 226 (1. Oktober 1934) bis 71. Jahrgang 1941, Nr. 126 (31. Mai/1. Juni 1941). ZDB-ID 1122639-0